# Denise Duval
Denise Duval (* 23. Oktober 1921 in Paris; † 25. Januar 2016 in Bex, Kanton Waadt, Schweiz) war eine französische Opernsängerin (Sopran).

## Leben

### Ausbildung und Anfänge
Duval wurde 1921 in Paris geboren. Ihr Vater war Offizier. Sie wuchs in Indochina, im Senegal und in der Republik China auf; ihre Familie ließ sich schließlich in Bordeaux nieder. Sie studierte Gesang und Schauspiel am Konservatorium von Bordeaux. Der Direktor des Konservatoriums hatte Duval mit einem Lied von Jeanette MacDonald gehört und nahm sie daraufhin sofort auf. Ihr professionelles Bühnendebüt gab sie 1943 am Opernhaus von Bordeaux als Lola in Cavalleria rusticana. Sie blieb die nächsten zwei Jahre dort, übernahm später dort auch die Rolle der Santuzza, sang aber in Bordeaux hauptsächlich das lyrische französische Repertoire: Marguerite in Faust, Micaela in Carmen, Mélisande in Pelléas et Mélisande sowie die weibliche Titelrolle in Thaïs. Im italienischen Fach übernahm sie in Bordeaux Mimì in La Bohème, Cio-Cio-San in Madama Butterfly und sogar Tosca an der Seite von André Pernet.
1945, nach anderen Quellen bereits 1944, reiste Duval zum Vorsingen an der Grand Opéra nach Paris. Sie erhielt jedoch schließlich einen Jahresvertrag für die Folies Bergère, wo sie neben Unterhaltungsliedern auch die Butterfly-Arie „Un bel dì vedremo“ und ein Lied von Frédéric Chopin sang. 1947 debütierte sie an der Grand Opéra als Salomé in Hérodiade von Jules Massenet. Im gleichen Jahr erfolgte ihr Debüt an der Pariser Opéra-Comique mit der Titelrolle in Madame Butterfly.

### Poulenc-Interpretin
Duvals Name als Opernsängerin ist eng mit dem Opernschaffen des französischen Komponisten Francis Poulenc verbunden. Ihr Auftritt an der Opéra-Comique im Jahre 1947 wurde zum Wendepunkt ihrer Opernkarriere. Poulenc, auf der Suche nach einer geeigneten Sopranistin für seine neue Oper, hörte Duval und engagierte sie für die Rolle der Thérèse für die Uraufführung in seiner komisch-satirischen Oper Les mamelles de Tirésias im Juni 1947. In den folgenden Jahren entstand zwischen Poulenc und Duval eine künstlerische und persönliche Freundschaft. Duval galt als Poulencs Inspiration und Muse. Die Rolle der Thérèse sang sie 1953 in New York City bei der Erstaufführung in den Vereinigten Staaten.
Im Juni 1957 sang sie an der Grand Opéra die eigens von Poulenc für sie komponierte Rolle der Blanche in Poulencs Oper Dialogues des Carmélites bei der französischen Erstaufführung. Im Februar 1959 sang sie an der Opéra-Comique in der Uraufführung von Poulencs Monodrama La voix humaine. Die Rolle, die Poulenc eigens für sie komponiert hatte, gehörte zu Duvals größten Erfolgen. Sie sang diese Rolle auch an der Mailänder Scala, beim Edinburgh Festival sowie bei den Festspielen von Glyndebourne (jeweils 1960) und beim Festival d’Aix-en-Provence. Gemeinsam mit Les mamelles de Tirésias sang sie La voix humaine 1960 auch bei der American Opera Society in der Carnegie Hall.

### Auftritte in Frankreich/Gastspiele
Duval hatte fortan große Erfolge sowohl an der Grand Opéra als auch an der Opéra-Comique. Im Juni 1949 sang sie an der Opéra-Comique die Rolle der Francesca in der postum uraufgeführten Oper Le Oui des Jeunes Filles von Reynaldo Hahn. Im November 1952 folgte dort die Titelrolle in der Uraufführung der Oper Dolorès von Michel-Maurice Lévy.
Sie gastierte mehrfach am Opernhaus von Monte Carlo: 1950 in der Titelrolle von Thaïs, 1952 als Fata Morgana in Die Liebe zu den drei Orangen und als Concepción in L’Heure espagnole, 1953 als Musetta in La Bohème und zuletzt 1961 in The Medium.
Sie sang an der Mailänder Scala (1953 in Jeanne d’Arc au bûcher), beim Maggio Musicale Fiorentino (1953 in Les Indes galantes; 1955 als Concepción), in London (1953 in der Wigmore Hall), am Théâtre Royal de la Monnaie in Brüssel, am Opernhaus von Lüttich und in Amsterdam. In der Spielzeit 1959/60 sang sie an der Oper Köln; sie wirkte dort im November 1959 in der Uraufführung der Oper Der Tod des Grigori Rasputin von Nikolas Nabokov mit. Weitere Gastspiele gab sie später erneut bei den Glyndebourne-Festspielen (1962 und 1963 als Mélisande) und bei den Festspielen in Aix-en-Provence (1962 in Les Malheurs d’Orphée von Darius Milhaud).
1951 gab sie ihr Nordamerika-Debüt bei der American Opera Society in New York City. 1960, 1964 und 1965 gastierte sie am Teatro Colón in Buenos Aires, zuletzt als Blanche in Dialogues des Carmélites. 1961 sang sie an der Dallas Civic Opera die Titelrolle in Thaïs in einer Inszenierung von Franco Zeffirelli.

### Karriereende und späte Jahre
Poulencs Tod im Januar 1963 war ein großer Einschnitt in Duvals Karriere; sie überwand seinen Tod nie ganz. 1964 sang sie bei Radio Suisse Romande in Faits divers von Julien-François Zbinden. Ihre letzten Auftritte erfolgten 1965 am Teatro Colón, wo sie nach einer Überdosis Cortison zusammenbrach. Sie beendete ihre Karriere dann aus gesundheitlichen Gründen vollständig. Nachdem die Behandlungen zur Wiederherstellung ihrer Stimme gescheitert waren, zog sie sich in die Schweiz zurück. Nach einer längeren Phase der gesundheitlichen Erholung unterrichtete sie als Gesangslehrerin an der École Française de Musique in Paris. Gelegentlich führte sie auch Opernregie. 1970 wirkte sie in einer Opernverfilmung von La voix humaine (Regie: Dominique Delouche) mit; dabei spielte Duval ihre Rolle lippensynchron zu einer früheren Gesamtaufnahme des Werks, bei der sie die Rolle gesungen hatte. 1998 war sie im Alter von 77 Jahren in einem Dokumentarfilm von Dominique Delouche beim Unterricht in einer Meisterklasse zu sehen. 2009 gab sie nochmals ein Interview.
Duval starb im Januar 2016 im Alter von 94 Jahren in ihrer Wahlheimat Schweiz.

## Repertoire und Tondokumente
Duval sang ein umfangreiches Bühnenrepertoire, dessen Schwerpunkt auf der klassischen französischen Opernliteratur lag. Duval interpretierte jedoch neben Poulenc auch einige weitere Werke der zeitgenössischen Musik. Zu ihren weiteren Bühnenrollen gehörten u. a. Giulietta in Hoffmanns Erzählungen, Rosenn in Le roi d’Ys von Édouard Lalo und Portia in Le Marchand de Venise von Reynaldo Hahn.
1952 und 1953 entstanden für die EMI Duvals erste Opern- und Schallplattenaufnahmen: Concepción in L’Heure Espagnole und Thérèse in Les mamelles de Tirésias. 1957 nahm sie für die EMI die Rolle der Blanche in Dialogues des Carmélites wahr; ihre Interpretation gilt noch heute als unerreicht. 1963 erschien ein Rundfunkmitschnitt aus Glyndebourne, in dem sie die Mélisande sang. 1963 erschien bei VOX eine Aufnahme mit La voix humaine mit Georges Prêtre als Dirigent.